# Абатство Даунтон 2
«Абатство Даунтон: Нова епоха» (англ. Downton Abbey: A New Era) — британський драматичний фільм режисера Майкла Енглера за сценарієм Джуліана Феллоуза. Фільм є продовженням картини «Абатство Даунтон» і пов'язаний з однойменним телесеріалом. Його прем'єра відбулася у 2022 році.

## У ролях
- Г'ю Бонневілль - Роберт Кроулі, 7-й граф Грентем
- Елізабет Макговерн — Кора Кроулі, графиня Грентем
- Мішель Докері — леді Мері Телбот (уроджена Кроулі)
- Меггі Сміт — Вайолет Кроулі, вдовуюча графиня Грентем
- Імельда Стонтон — леді Мод Бегшоу
- Г'ю Денсі — Джек Барбер
- Лора Геддок — Мірна Делгліш
- Наталі Бай — мадам де Монтмірейль
- Жонатан Заккаї — Едвард, маркіз де Монмірейль
- Філліс Логан — Елсі Карсон
- Роб Джеймс-Кольєр — Томас Барроу
- Домінік Вест — Гай Декстер
- Софі Макшера — Дейзі Паркер
- Пол Коплі — Альберт Мейсон

## Виробництво
Творець фільму «Абатство Даунтон» Джуліан Феллоуз незабаром після прем'єри заявив, що у нього є ідеї для сиквела. У січні 2020 року стало відомо, що Феллоуз почне працювати над проектом відразу після того, як закінчить сценарій серіалу «Позолочений вік». Сценарій «Абатства Даунтон 2» був написаний до вересня 2020 року, в лютому 2021 року було оголошено, що, як тільки знімальна група буде вакцинована від COVID-19, почнуться зйомки. Фільм почали знімати 12 квітня 2021 року в Гемпширі в Англії. Відомо, що до акторів, які зіграли в першій картині циклу, приєдналися Х'ю Денсі, Лора Хеддок, Наталі Бай і Домінік Вест. Прем'єра «Абатства Даунтон 2» відбулася 18 березня 2022 р.